# ديف كون

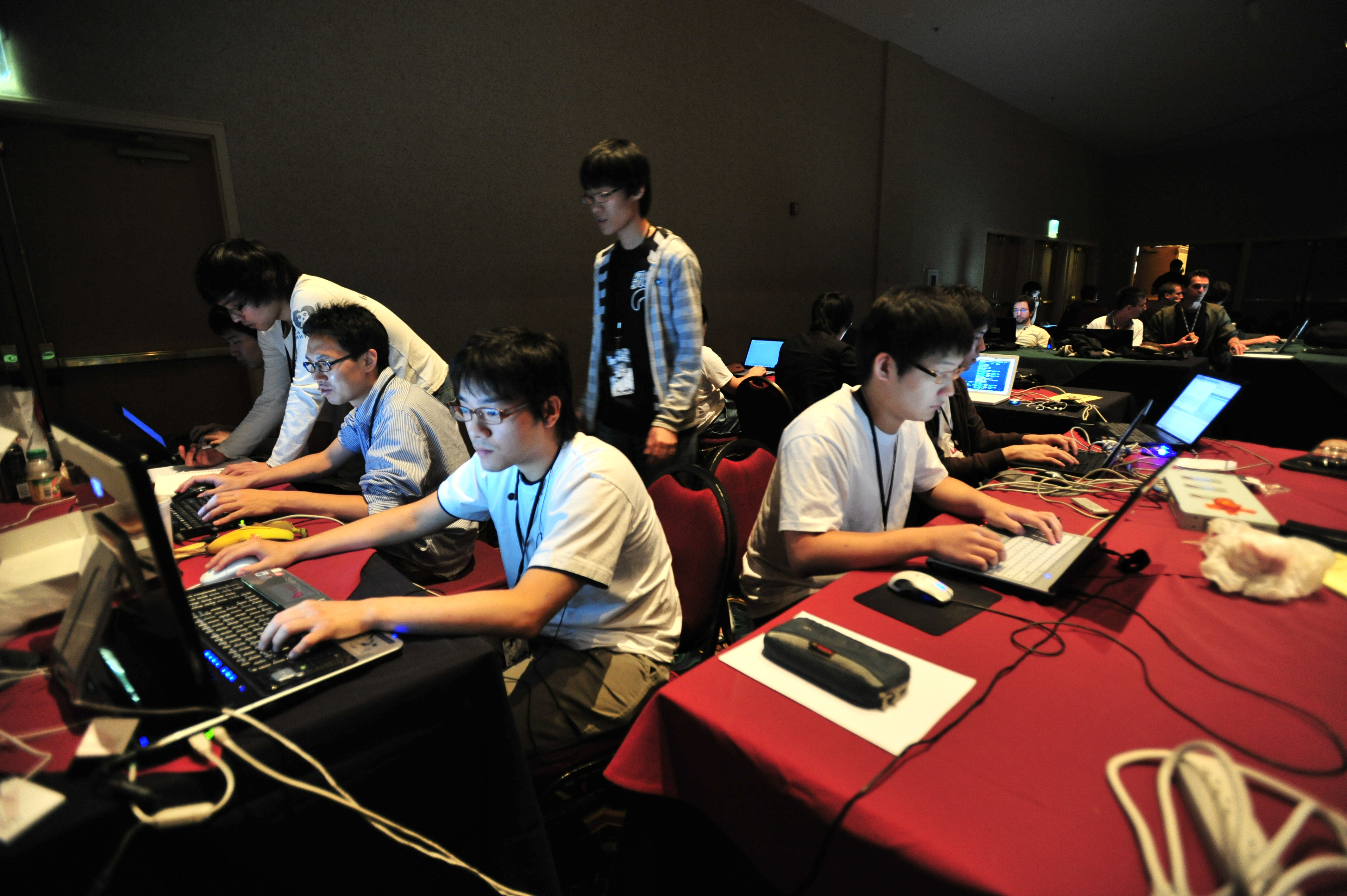
مشاركون في المؤتمر.

ديف كون (بالإنجليزية: DEF CON)‏ هو واحد من أكبر مؤتمرات قراصنة الحاسوب السنوية في العالم، يعقد كل عام في لاس فيغاس، نيفادا. عقد المؤتمر للمرة الأولى في يونيو 1993. يشمل الحضور محترفي أمن الحاسوب والصحفيين والمحامين وموظفي الحكومة الفدرالية والباحثين في مجال الأمن وقراصنة الحاسوب والمهتمين بشكل عام في في مجال البرمجيات وهندسة الحاسوب وتعديل عتاد الحاسوب وأي شيء آخر يمكن أن يتم اختراقه. أسسه القرصان الأمريكي جيف موس.